# Enneapterygius philippinus
Enneapterygius philippinus är en fiskart som först beskrevs av Peters, 1868.  Enneapterygius philippinus ingår i släktet Enneapterygius och familjen Tripterygiidae. Inga underarter finns listade i Catalogue of Life.